# Nipponeurorthus fuscinervis
Nipponeurorthus fuscinervis is een insect uit de familie van de Nevrorthidae, die tot de orde netvleugeligen (Neuroptera) behoort. 
Nipponeurorthus fuscinervis is voor het eerst wetenschappelijk beschreven door Nakahara in 1915.